# گره دمبرگ

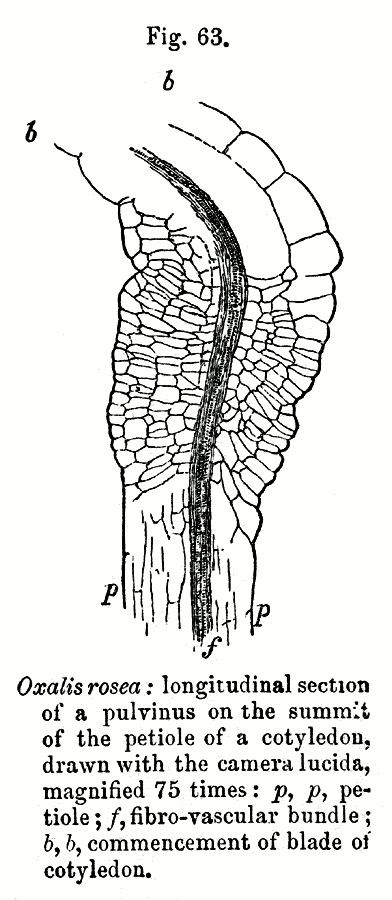
برشی از گره دمبرگ Oxalis rosea، از: چارلز داروین (۱۸۸۰): نیروی حرکت در گیاهان

گره دمبرگ (به انگلیسی: pulvinus) (pl. pulvini) کلفت شدن مفصل‌مانند در پایه برگ یا برگچه گیاه است که حرکت مستقل از رشد را فراهم می‌کند. به عنوان مثال، Pulvini در اعضای خانواده باقلاییان (Leguminosae) و تیرهٔ گیاه دعا (Marantaceae) رایج است.
گره دمبرگ ممکن است در پایه ساقه برگ یا در انتهای دیگر آن (راس)، جایی که برگ چسبیده است، یا در یک برگ مرکب در محل اتصال برگچه‌ها به ساقه میانی آن وجود داشته باشد. آنها از هسته‌ای از بافت عروقی در درون یک استوانه انعطاف‌پذیر و حجیم از سلول‌های پارانشیم دیواره نازک تشکیل شده‌اند. گره دمبرگ گاهی geniculum (به معنی ساختار زانومانند در لاتین) نیز نامیده می‌شود.
در گل قهروآشتی، ساعت درونی زیست‌شناسی واسطه بسته شدن برگه‌ها در شب و باز شدن در روز است. حرکت سریع (لرزه‌ای) برگ‌ها در پاسخ به لمس و دما تحریک می‌شود.